# Tuần hoàn phổi
Tuần hoàn phổi là một phần của hệ tuần hoàn giúp mang máu nghèo oxy ra khỏi tâm thất phải của tim đến phổi và sau đó đưa máu giàu oxy trở về nhĩ trái và thất trái.  Các mạch máu của tuần hoàn phổi bao gồm động mạch phổi và tĩnh mạch phổi.
Tuần hoàn phổi đã được biết đến từ thời Ai Cập cổ đại. Hiểu biết về tuần hoàn phổi ngày càng phát triển qua hành thế kỷ, và các nhà khoa học như Ibn al-Nafis, Michael Servetus và William Harvey là những nhà khoa học đầu tiên mô tả chính xác quá trình này.

## Cấu trúc

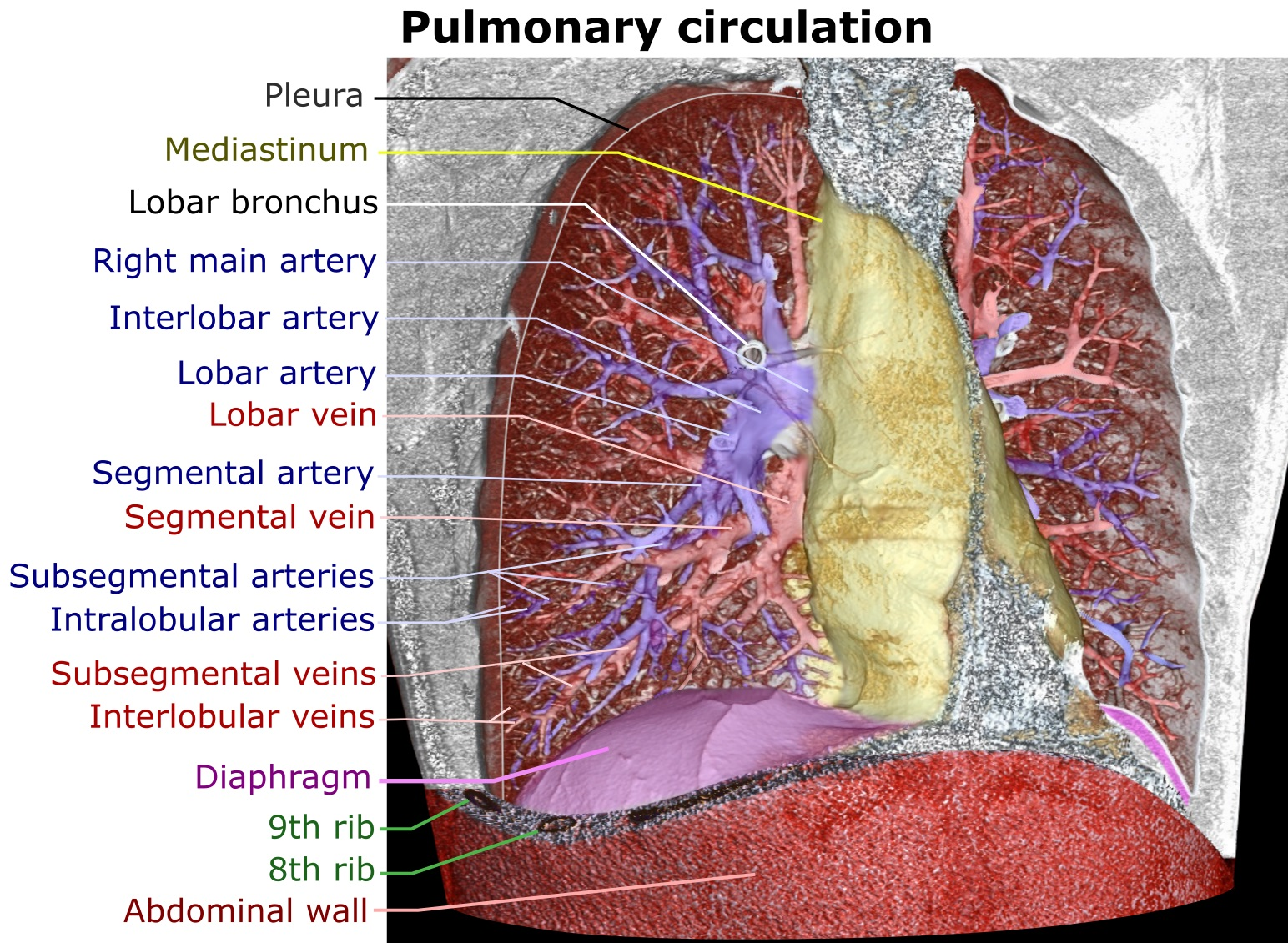
Cắt lớp vi tính độ phân giải cao dựng hình 3D của lồng ngực. Thành ngực trước, đường dẫn khí và các mạch máu phổi phía trước rốn phổi đã được loại bỏ để quan sát các phần khác của tuần hoàn phổi.

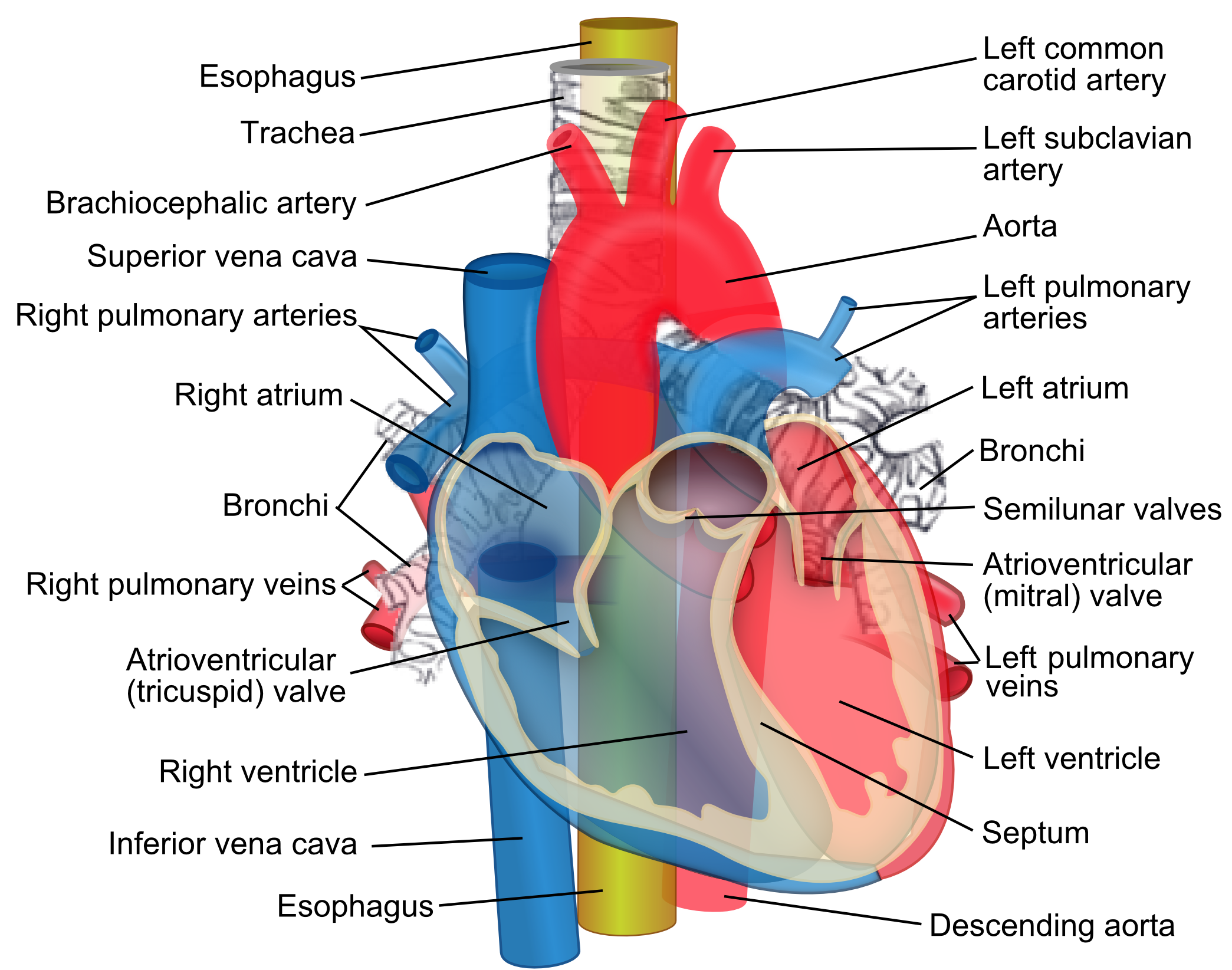
Hình ảnh cho thấy đường đi của động mạch phổi nằm trước gốc động mạch chủ và khí quản, và động mạch phổi phải đi phía sau động mạch chủ lên, còn động mạch phổi trái nằm trước động mạch chủ xuống.

Máu nghèo oxy rời tim đến phổi sau đó lại trở lại tim. Máu nghèo oxy rời thất phải đến động mạch phổi. Từ nhĩ phải, máu được bơm qua van ba lá  (hoặc van nhĩ thất phải), vào thận  phải. Máu sau đó được bơm từ thất phải qua van động mạch phổi vào động mạch phổi chính.

### Phổi
Các động mạch phổi mang máu nghèo oxy đến phổi, tại đây cacbon dioxide được thải ra ngoài và oxy được hấp thu trong quá trình hô hấp. Các động mạch được chia thành các mao mạch nhỏ có thành rất mỏng. Tĩnh mạch phổi đưa máu giàu oxy về nhĩ trái và tim.

### Tĩnh mạch
Máu giàu oxy rời phổi qua tĩnh mạch phổi về tim trái, hoàn thành vòng tuần hoàn phổi. Máu này sau đó vào nhĩ trái  được bơm qua van hai lá vào thận trái. Từ thất trái, máu qua van động mạch chủ vào động mạch chủ. Máu sau đó được phân phối cho toàn cơ thể qua vòng tuần hoàn lớn sau đó lại trước khi quay lại tuần hoàn phổi.

### Động mạch
Từ thận phải , máu được bơm qua van động mạch phổi (van bán nguyệt) vào nhánh động mạch phổi phải và trái (tương ứng với mỗi bên phổi), sau đó lại phân ra những nhánh động mạch phổi nhỏ hơn trải rộng khắp toàn phổi.